# Otele Mouangue
Otele Mouangue (5 febbraio 1989) è un ex calciatore camerunese, attaccante.